# Малая Донецкая железная дорога
Малая Донецкая железная дорога имени В. В. Приклонского (укр. Мала Донецька залізниця імені В. В. Приклонського) — детская железная дорога в Донецке.
Дорога названа именем Виктора Приклонского, бывшего начальника Донецкой железной дороги.
Протяженность маршрута — 2,1 км. Имеет две станции — Пионерская и Шахтёрская. На данный момент на Шахтёрской функционирует музей истории Малой Донецкой железной дороги. Станция Победа закрыта — с ней протяженность составляла 2,9 км. На дороге эксплуатируются тепловозы ТУ2-023, ТУ2-038 и 5 вагонов ПВ40. Имеется локомотивное депо со стойлами на три тепловоза. Длительность поездки по дороге составляет 25 минут.

## История
В довоенное время в Центральном парке культуры и отдыха имени А. С. Щербакова работала Детская железная дорога имени Кирова. В связи с началом Великой Отечественной войны детская железная дорога имени Кирова прекратила существование и после войны не восстанавливалась.
Донецкая Детская железная дорога появилась благодаря идее и настойчивости многолетнего руководителя Донецкой железной дороги — Виктора Приклонского — и его друзей. «Я думаю, что затраты окупятся. На дороге огромный дефицит в кадрах, где-то 20 %. А тот, кто к „железке“ прикипел с детства, как правило, остается ей верен до конца», — говорил о необходимости создания такой дороги он.
Строительство началось 4 марта 1971 года и велось ударными темпами силами дончан и работников Донецкой железной дороги, большинство из которых были молодёжью и комсомольцами.
Благодаря добросовестному труду, в уютном и живописном уголке Донецка — парке Ленинского комсомола, 21 мая 1972 года была открыта Малая Донецкая железная дорога. Открытие было приурочено к 50-летию Всесоюзной пионерской организации — 19 мая 1972 года. Это стало причиной, почему днём открытия ошибочно считается 19 мая 1972 года.
За годы своего существования Детская железная дорога взрастила свыше 45 тысяч юных железнодорожников, более 17 тысяч связали свою жизнь с железной дорогой. Ежегодно сотни мальчишек и девчонок получая теоретические знания в зимний период и закрепляя их на практике летом, открывают для себя, что-то новое, интересное и полезное. Безусловно, каждый, кто хоть день провел на Малой Донецкой, будет помнить её всю свою жизнь.
Детская железная дорога ныне имеет в своем распоряжении две станции: Пионерская и Шахтерская.
Станция Пионерская оборудована маршрутно-релейной централизацией. В здании вокзала расположены: зал ожидания, касса, учебные и административные кабинеты, кафе.
Станция Шахтёрская оборудована ручными стрелками, что позволяет улучшить процесс обучения юных железнодорожников по курсу путевого хозяйства. На станции расположены: Музей Донецкой Детской железной дороги, локомотивное депо и учебный полигон.
Ранее была станция Победа, открытая в 1986 году. Однако, в связи с тяжёлой ситуацией в девяностые годы, она была закрыта и на её месте были построены теннисные корты гостиницы «Виктория».
По изначальному плану планировалось строительство станции Партизанская, но из-за частой смены руководства Донецкой железной дороги в семидесятые годы, от этого проекта было решено отказаться.
Протяженность детской железной дороги составляет 2100 метров. Искусственные сооружения представлены: подпорной стеной, путепроводом и двумя водопропускными трубами.
Подвижной состав состоит из тепловозов ТУ2-023, ТУ2-038 и 6 цельнометаллических вагонов серии ПВ40 (в регулярной эксплуатации находится 5, ещё один выступает в роли донора запчастей). Ранее на детской железной дороге использовались 2 тепловоза серии ТУ3 (один из них ТУ3-038), тепловоз ТУ2-040 и 7 вагонов Pafawag 3Aw.
В вокзале станции Шахтёрская расположен музей детской железной дороги. Музей был открыт 1 июня 2006 года. Коллекция музея активно пополняется новыми экспонатами и уже насчитывает более 1000 экспонатов. В ней собраны форма, фотоснимки, сувениры и подарки более чем 60 детских железных дорог мира.
С мая по октябрь, во время летней учебно-производственной практики, юные железнодорожники закрепляют на рабочих местах знания и умения, приобретенные под руководством опытных инструкторов производственного обучения.
Летняя практика — это то, чего так ждут мальчишки и девчонки малой магистрали. Именно она позволяет ребятам в полной мере показать свои навыки и умения, что были приобретены во время зимней теории. Главная особенность Детской железной дороги состоит в том, что юные воспитанники непосредственно принимают участие в перевозке пассажиров. Детская железная дорога — это не игра, а настоящая самостоятельная и увлекательная работа, необходимая и маленьким, и взрослым пассажирам. Видеть детскую улыбку на лицах счастливых и благодарных пассажиров самая большая награда для юных профессионалов своего дела.
Юные железнодорожники получают навыки работы основных железнодорожных профессий: машиниста тепловоза, помощника машиниста тепловоза, дежурного по станции, оператора при ДСП, проводника вагона, ревизора дежурного стрелочного поста, составителя вагонов, диктора и других.
Особая роль, в ходе обучения юных железнодорожников, отводится экскурсиям на профильные предприятия Донецкой железной дороги и объекты культурного наследия. Ведь главной задачей Детской железной дороги является не только подготовка грамотного специалиста, но и культурное развитие нового поколения.
Юными железнодорожниками поддерживается тесная связь с детскими железными дорогами и учебными заведениями железнодорожного транспорта Донбасса. Ребята частые гости Донецкого института железнодорожного транспорта, Ясиноватского профессионального лицея железнодорожного транспорта и технических школ Донецкой железной дороги.
Ежегодно юные железнодорожники отправляются в путешествия к своим коллегам с других детских железных дорог. Такие поездки не только позволяют проявить свои профессиональные навыки и научиться, чему-то новому, но и обзавестись друзьями.
Летом 2014 года в ходе боевых действий в районе Донецка дорога получила повреждения, однако они оказались некритичными, и 1 мая 2015 года на ДЖД было возобновлено пассажирское движение.

## Галерея

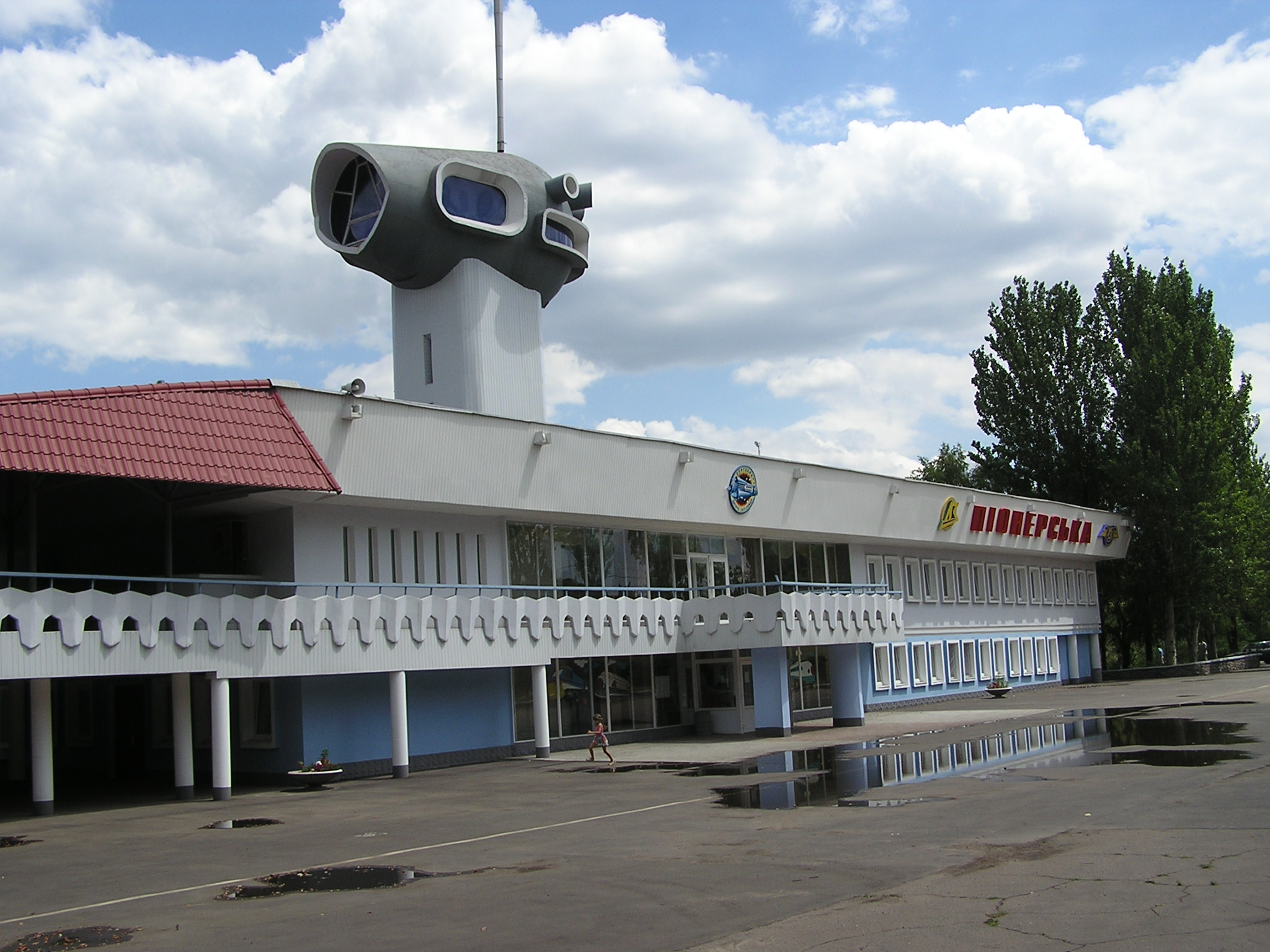
Станция Пионерская
Станция Пионерская
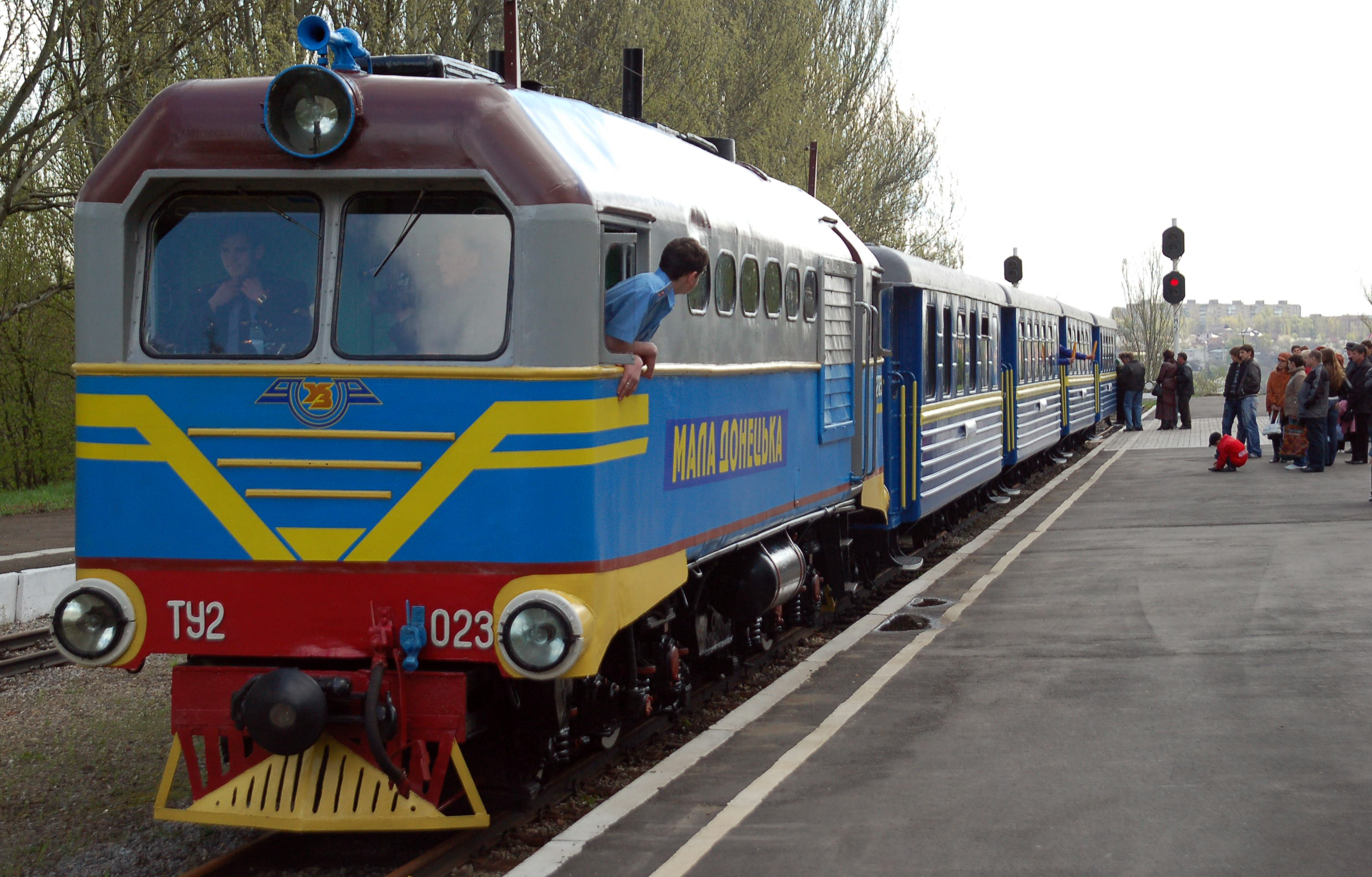
Перед отправкой
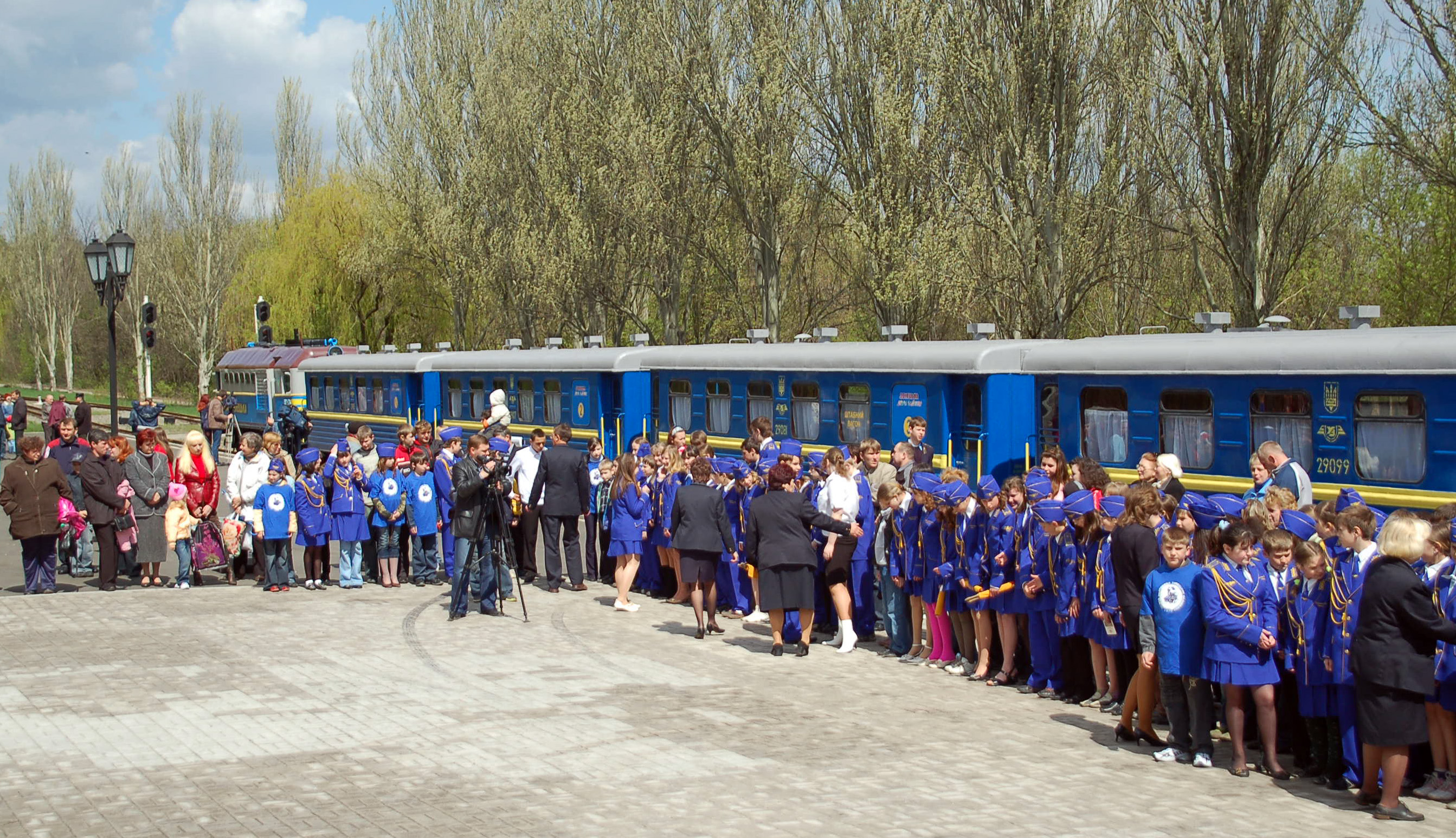
Торжественное открытие сезона
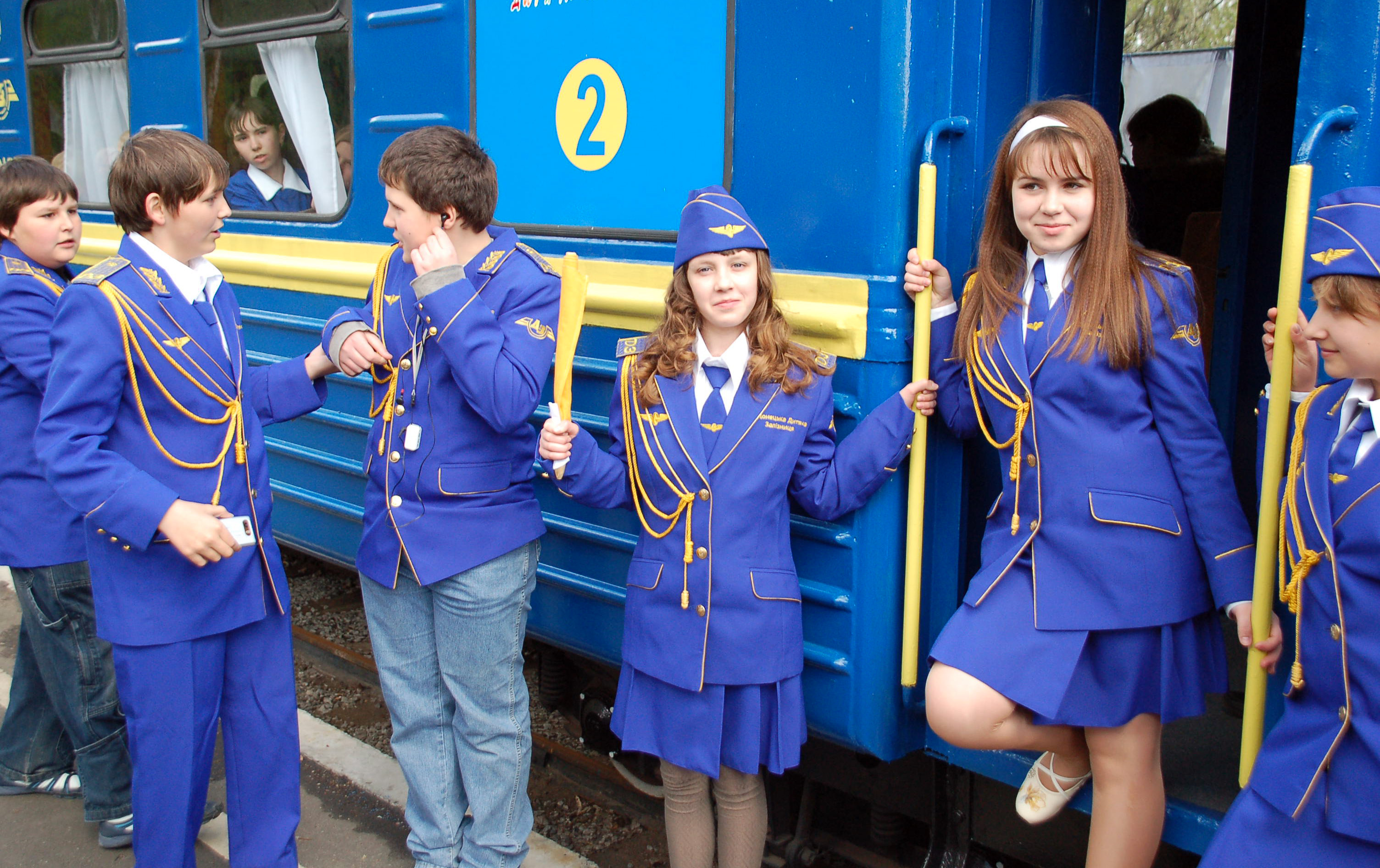
Будущие железнодорожники
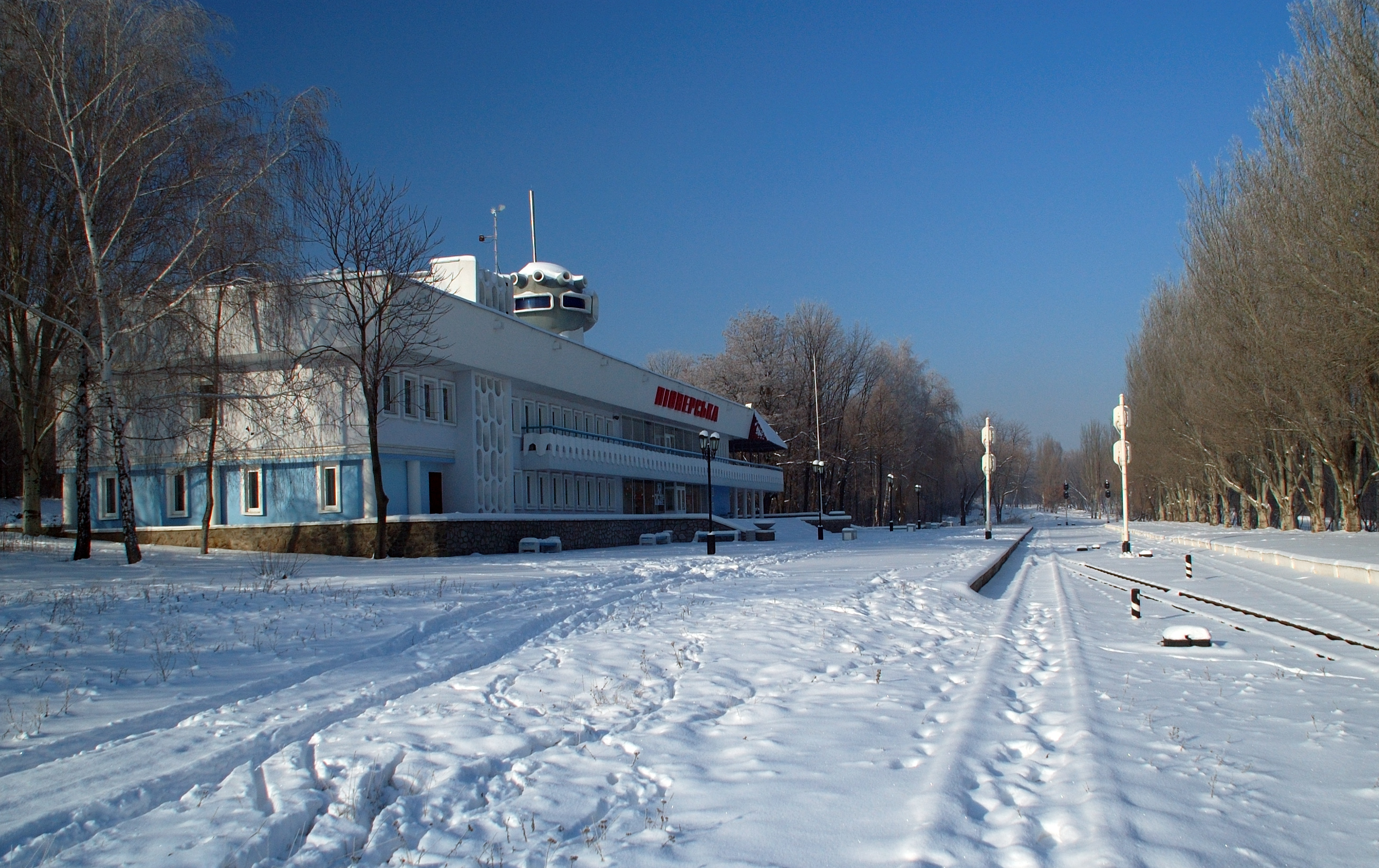
Станция Пионерская зимой
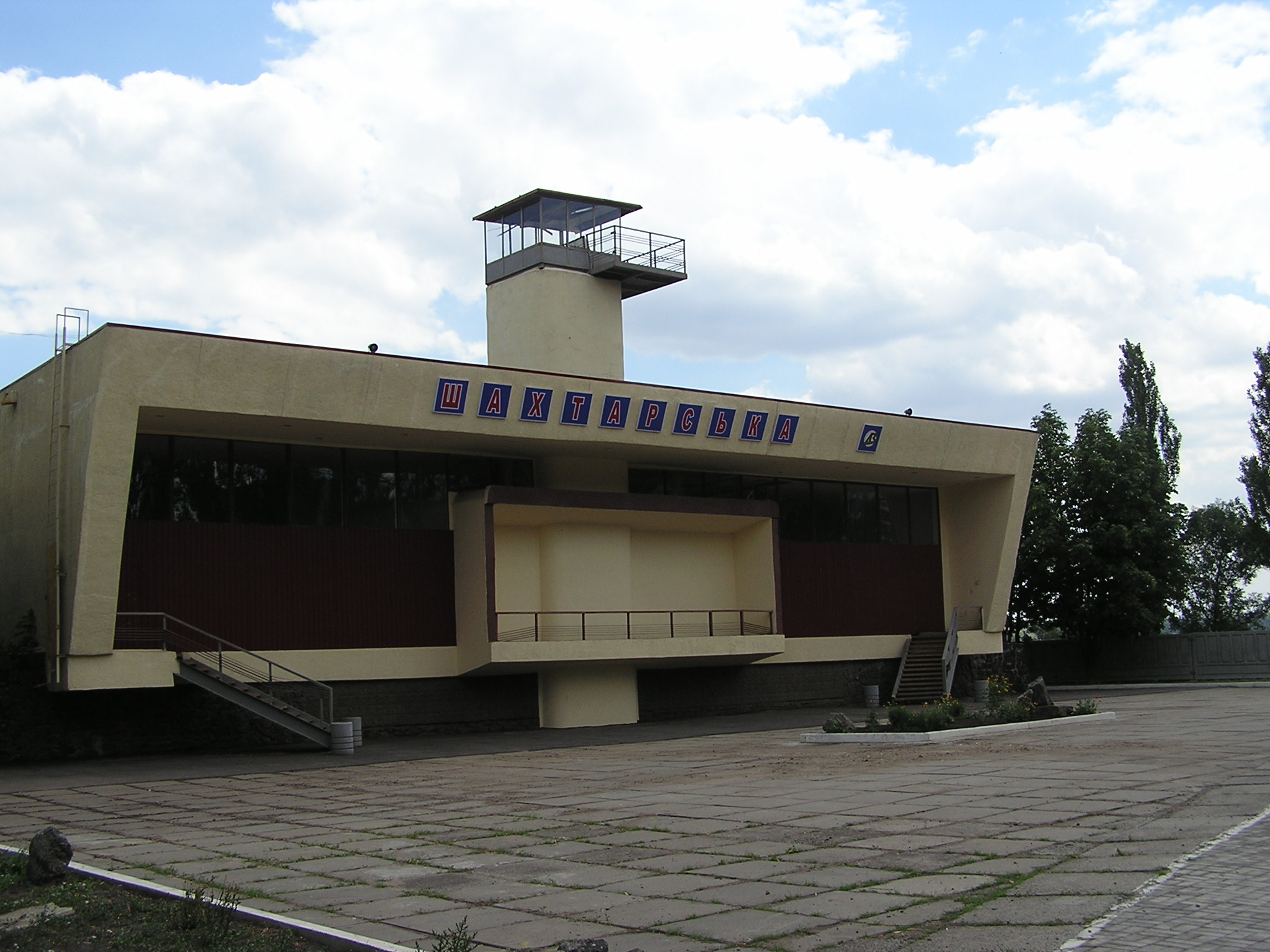
Станция Шахтёрская
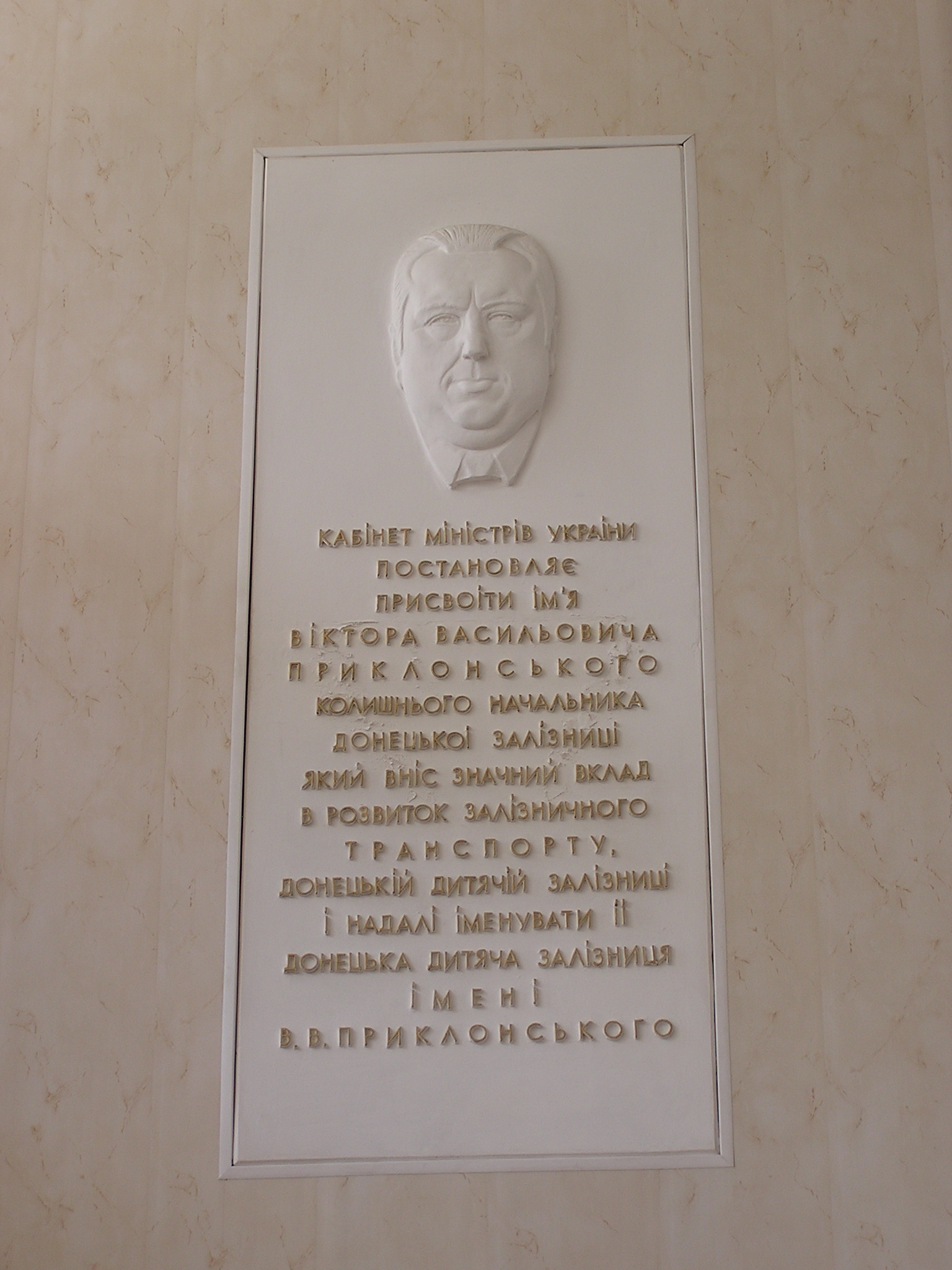
Мемориальная доска в честь Приклонского